# Чайка чилійська
Чайка чилійська (Vanellus chilensis) — птах родини сивкових (Charadriidae). Поширений на Південноамериканському континенті. Національний птах Уругваю.

## Зовнішній вигляд
Невеликий кулик від 30 до 35 см завдовжки. Голова сіра з білими плямами біля очей і дзьоба. Лоб, горло, вузька смуга спереду шиї, воло і частково груди чорного кольору. На потилиці видовжені пера у вигляді чуба. Шия, спина і верх крил сірі, з фіолетово-бронзовим полиском на покривних перах крил. Поперек і низ тулуба ззаду білі.  Хвіст чорний, середнього розміру. Дзьоб видовжений червоний, з чорним кінчиком. Навколоочне кільце голої шкіри і ноги червоні. На ногах спереду три довгих тонких пальця, задній палець дуже короткий. На крилах є кісткові червоні шпори, які птахи використовують як знаряддя бою. Молоді особини відрізняються меншою різноманітністю відтінків кольорів у оперенні. Самки дещо менші за самців.

## Біологія
Дуже поширений птах у Південній Америці. Трапляється від узбережжя Карибського моря до Вогняної Землі, за винятком верхньої частини басейну Амазонки, високогір'я Анд і посушливих територій в Еквадорі, Перу та Чилі. Заселяє переважно береги річок і озер, а також луки; інколи оселяється на орних землях і по відкритих зелених зонах міських районів.
Гніздиться на землі просто неба, в міських умовах інколи безпосередньо на газонах. Гніздо — заглиблення в землі з невеликою кількістю галуззя і трави. Гніздовий період починається в кінці зими. Протягом року може бути кілька виводків. Яйця зеленкувато-сірого кольору. Кладку птахи насиджують протягом 26 днів. Пташенята перебувають під батьківською опікою приблизно місяць, поки не навчаться літати. Дуже турботливі батьки. Під час відкладання яєць і вилуплення пташенят птахи пильні і агресивні, дуже чутливі до будь-якого шуму або руху. В разі тривоги подають характерний різкий крик. Іноді їхні крики складають звуковий фон довкілля. Зазвичай птахи збираються у зграї і завзято захищають своїх пташенят, шумно атакуючи ворога, що наблизився. За ефективністю їхня відсіч ворогу не поступається захисту собаки. Інколи цих чайок тримають як декоративних птахів, зокрема через їхній привабливий зовнішній вигляд і схильність знищувати небажаних безхребетних. 
Живляться комахами і дрібними хребетними, наприклад ящірками. Під час полювання птахи використовують метод перебіжок із зупинками: пробігши декілька кроків, зупиняються, прислуховуються і швидко скльовують виявлену здобич. Іноді порпаються в землі, щоб знайти щось їстівне.